# Csetfalvai református templom
A csetfalvai festett kazettás mennyezetű gótikus református templom Beregszásztól délkeletre található a Tisza jobb partján a Tiszaháton, Csetfalva község központjában.
A 14. században épült, feltehetően még a Széchy család itteni birtoklása idején. Eredetileg a római katolikus közösség számára szolgált Isten házaként. Ma már a református gyülekezet tulajdona. A reneszánsz idején a templom egy Mózes-paddal és kazettás mennyezettel bővült Lándor Ferencnek köszönhetően. A templom legikonikusabb elemét és nevezetességét, a faharangtornyát, a 18. század végén építette Kakuk Imre. Csetfalva református temploma átélte a tatárjárásokat, háborúkat, szabadságharcokat és a vallást tiltó kommunizmust. Ma is büszkén áll és továbbra is helyet ad az istentiszteleteknek.
A templom padlásán egy takarításkor a nagy piszok alatt, nem épp a legjobb állapotban, átázottan és az egér által átrágattan találtak rá egyházi íratokra. Ezen íratokat ma a Kárpátaljai Református Egyház Levéltárában és Múzeumában lehet megtekinteni restaurált állapotban.

## Története
A csúcsíves, egyszerű idomú, gótikus templomot a 14. században építették római katolikus vallásúaknak. A 16. század közepén a lutheri tanok és a német lakosság közvetítésével a reformáció Magyarországon is elterjedt, ahol kezdetben főleg a városi magyar polgárság bizonyult fogékonynak Kálvin János nézeteire, később Kelet-Magyarország vidéke is a csetfalvaiakkal együtt. A templom freskókkal teli falait a reformátusok lemeszelték. Az okmányok szerint már 1645-ben virágzó református anyagyülekezet működött Csetfalván.

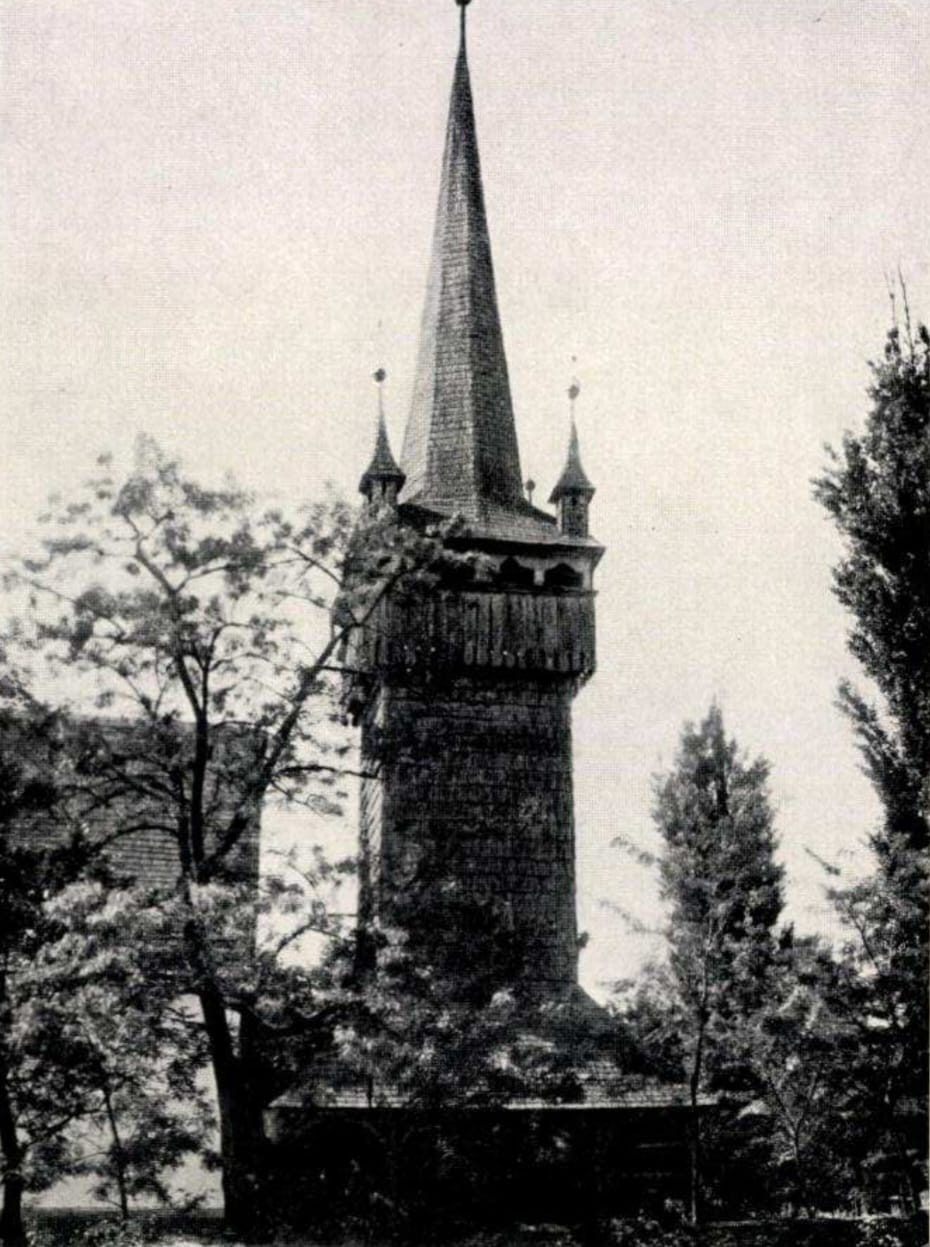
1929. évjárat

Beregi István nemesi bíró és Gerét Mihály másodbíró idejében a templomot teljesen átalakították, mellette református iskolát nyitottak. Az iskola jótevőjeként a Buday családot említik; 1647-ben Buday István alispán könyvekkel és írószerekkel látta el a szegénysorú református tanulókat, annak ellenére, hogy római katolikus vallású volt. Nánási Szabó György özvegye 1648-ban ékes áldozó kelyhet készíttetett a templom számára. Kétfejű sasos kancsója 1700-ból való.
Asztalos Lándor Ferenc jelentősen hozzájárult a templom építészetéhez, mint például a Mózes-paddal. A templomhajó kazettás mennyezetét 1753-ban festette. A szentély kazettáinak lefestésére húsz évvel később került sor 1773-ban.
Én Asztalos Lándor Ferencz Tsináltattam a Tsetfalvi Eklézsia maga költségével Isten dicsőségére: ANNO 1773.
Harangtornyát Kakuk Imre jándi fatoronyépítő mester tervezte, amelyet 1796-ban húzták fel közvetlenül a templom nyugati homlokzatának bejárata elé. A harangtoronynak két harangja van: egy kicsi és egy nagy. A kis harang a legöregebb, 1821-ben öntötték. A nagy harangot 1922-ben öntötte Egri Ferenc kárpátaljai harangmester.
1917-ben készítették a templom nyugati karzatát.
Az 1998-as és 2001-es tiszai árvíz elöntötte Csetfalvát és a református templomát is. Az árvízi helyreállítások során Magyarország támogatásával elindulhatott a szakszerű helyreállítás, amelyet átfogó régészeti és restaurátori kutatások előztek meg.

## Építészete

### Külső tér
A templom nyugat felé néző, egyhajós tájolású, ötszögű apszisú szentéllyel rendelkező épület. A hajó és szentély tört kőből van építve, ám sarkai igényesen vágott kváderekből van kirakva. A hajó teteje meredek oromzatú, konytyos, ugyanakkor zsindellyel van fedve. A templomhajó és a szentély déli és délkeleti homlokzatának ablakai a 18. századi átépítés során keletkeztek. Koronázópárkánya nyomtalanul elpusztult.

### A belső tér
Benn a szentélyt a hajótól csúcsíves diadalív választja el. A templomhajó keleti-déli részén Szent Mihályt ábrázoló freskó látható. Mennyezete reneszánsz stílusban festett kazettákkal pompázik. A templomhajó északi és nyugati oldalán (festett) fakarzat van. A diadalív északi oldalán fűrészelt és faragott elemekből készült díszes szószék áll.

## Harangtornya
33 méter magas, négy fiatornyos fatornya már több kilométer távolságból feltűnik. Kupolája és maga a harangtorony ugyanolyan arányú, de térbeli felfogásban a vége alacsonyabbnak tűnik. Ennek a szerkezetnek az alja egy nyitott keret, amelyet széles öv véd az esőtől.  A torony egyszerűen a földön áll - nincs alapja, helyette a kerülete mentén sziklákkal vannak kirakva fapánttal, amely 16 tartóoszlopon helyezkedik el, amelyeket egy fejlett merevítőrendszer köt össze. A faharangtoronyról továbbá érdemes szót tenni, hogy 33 méter magasságával Kárpátalja három nagy faharanglába között (Hetyen, Visk) a csetfalvai a legmagasabb.

## Testvértemplomok
A templom ikertestvére Magyarországon, Tákoson található.

## Képek

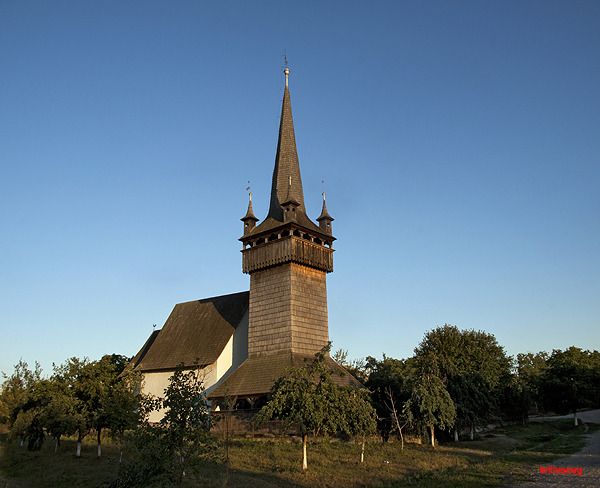
A templom és harangtornya
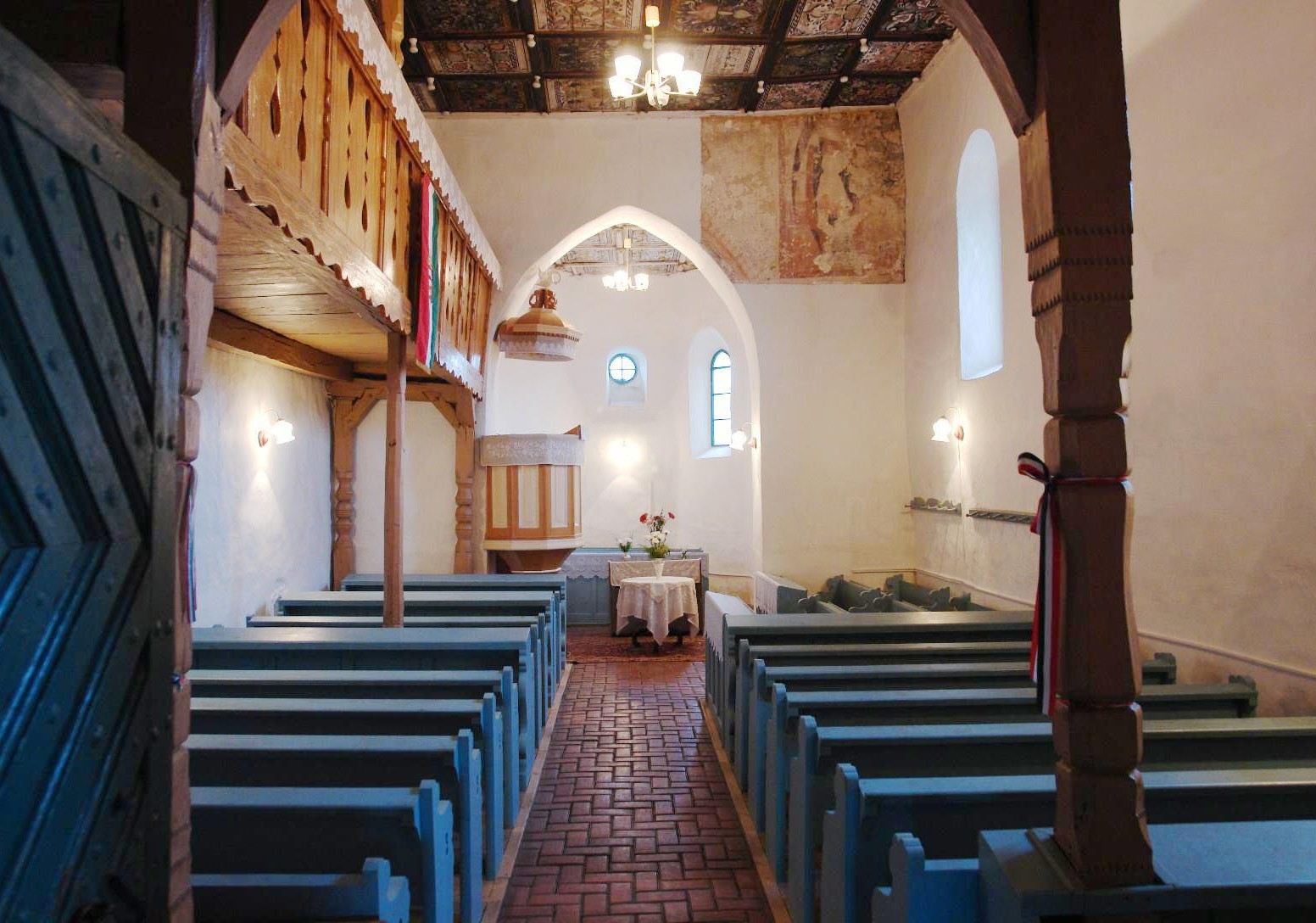
Belseje
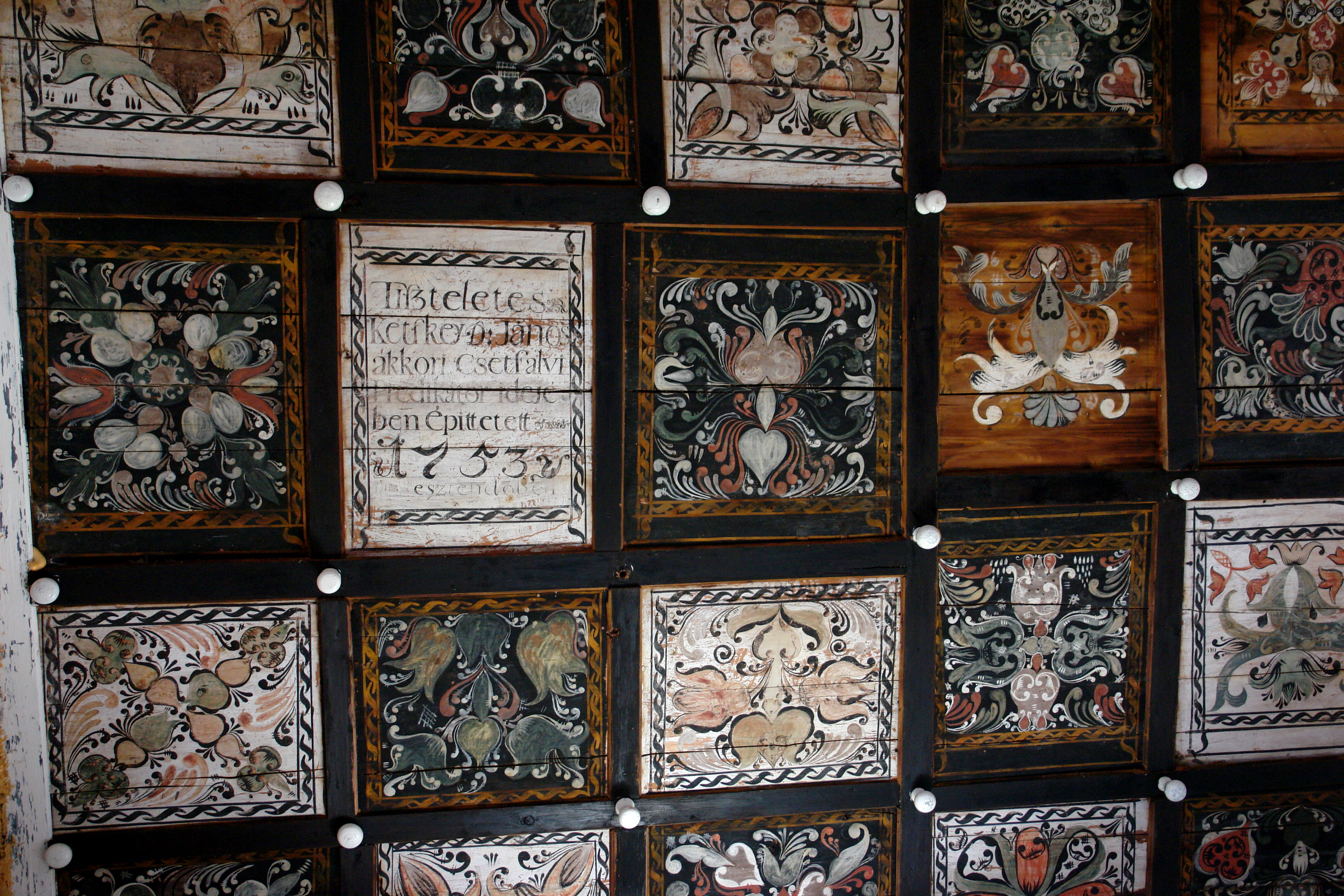
Az 1753-ból származó kazettás mennyezet
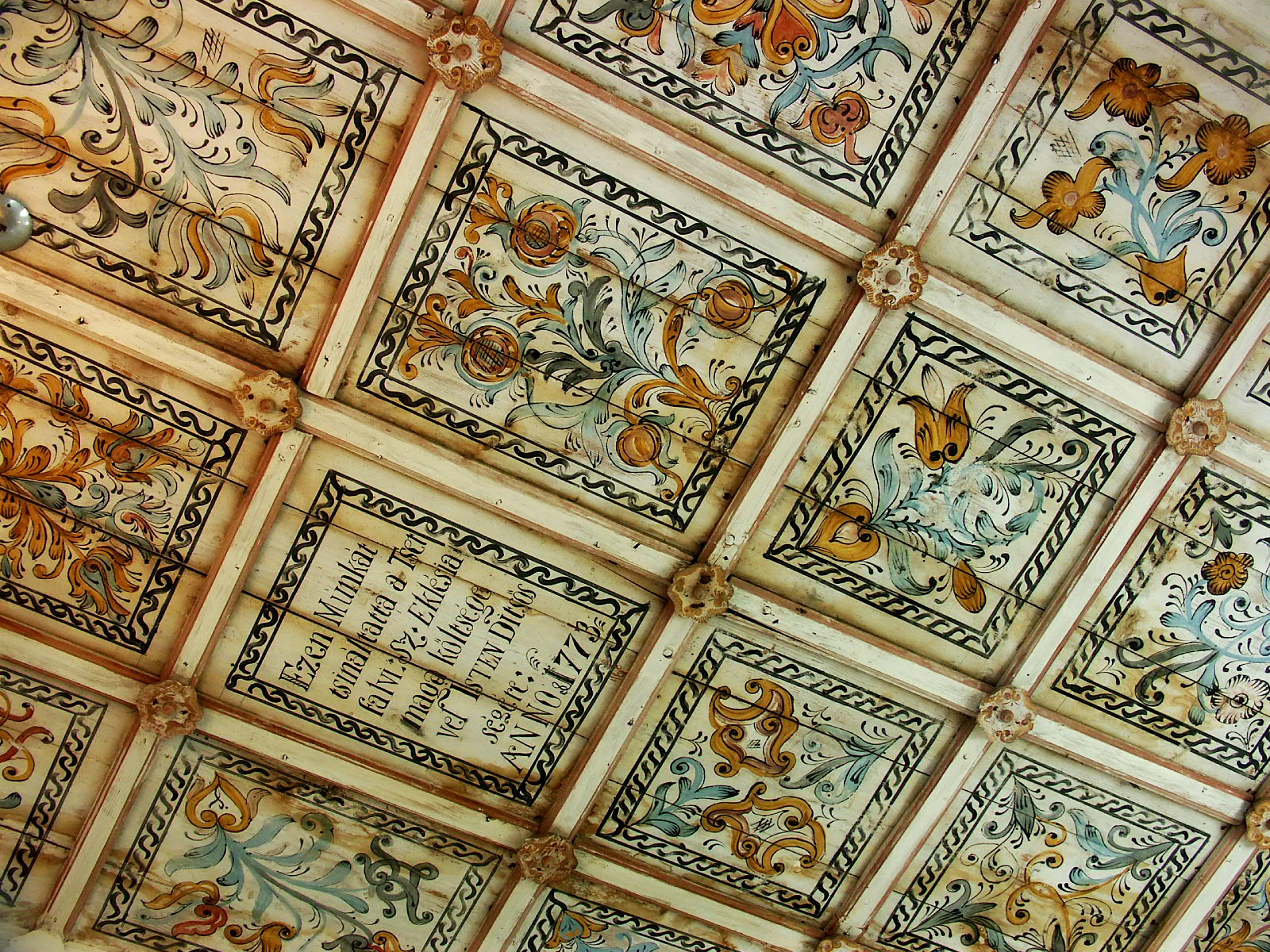
Az 1773-ból származó kazettás mennyezet
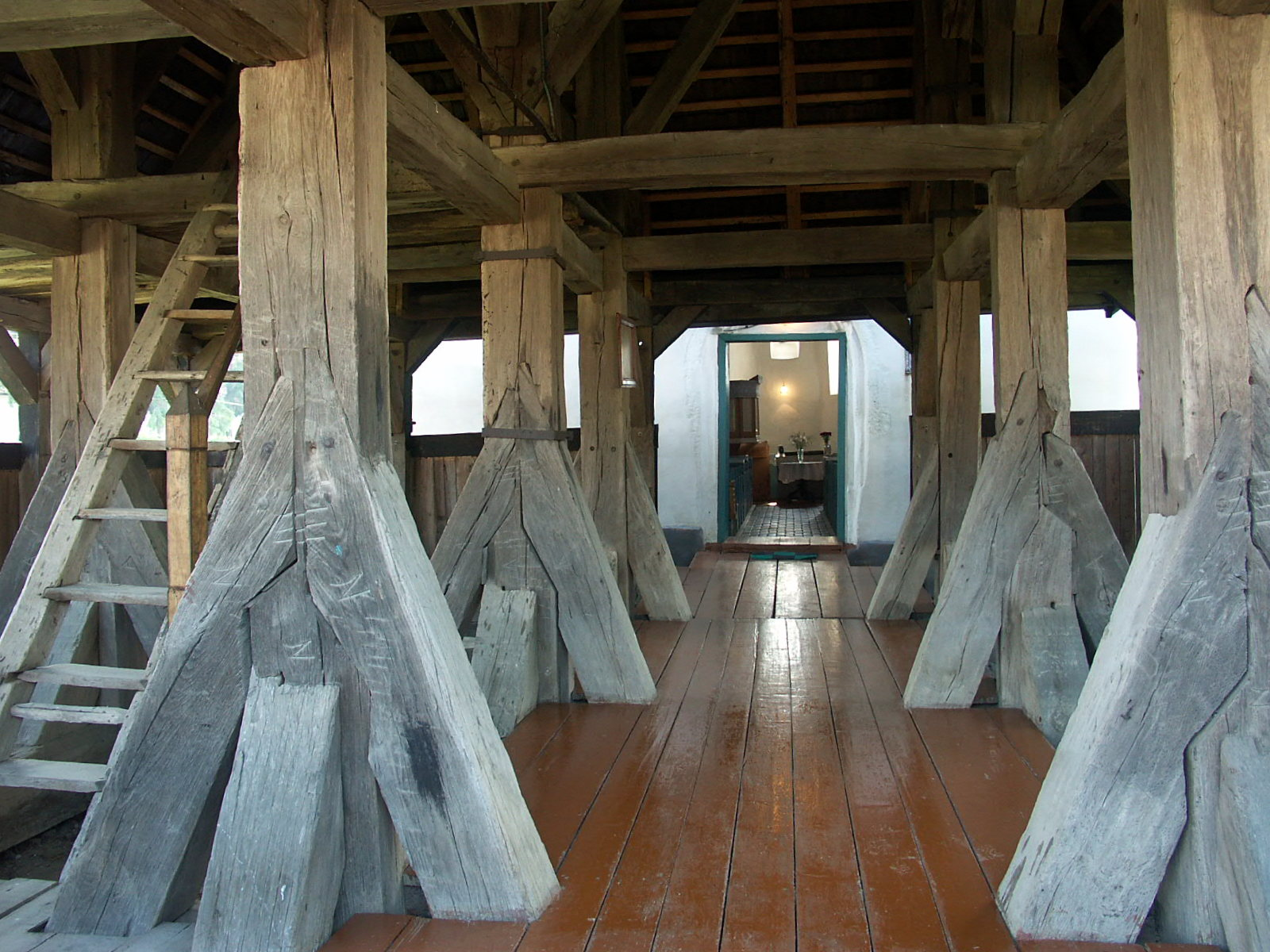
A templom bejárata a tornyon keresztül
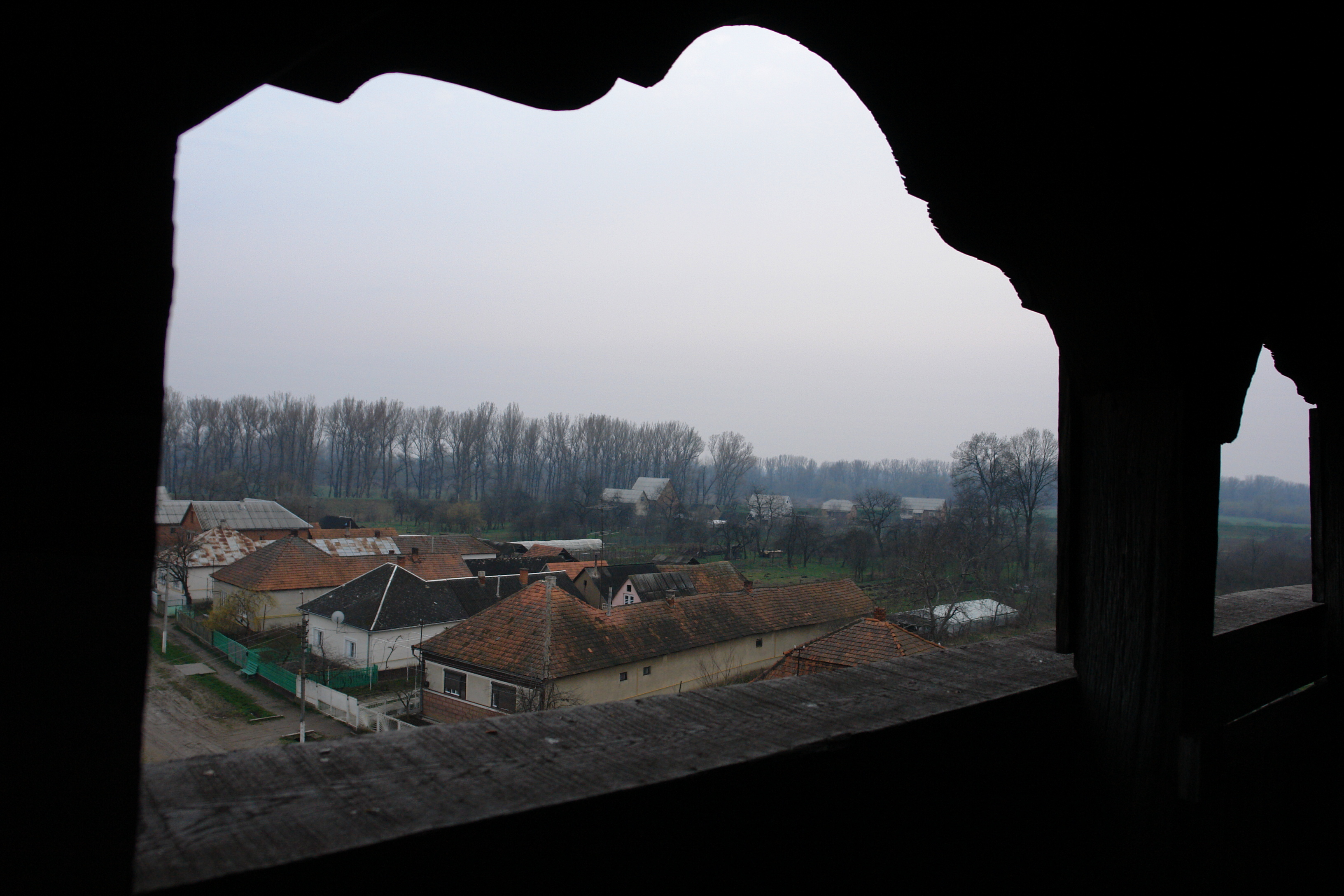
Kilátás a toronyból
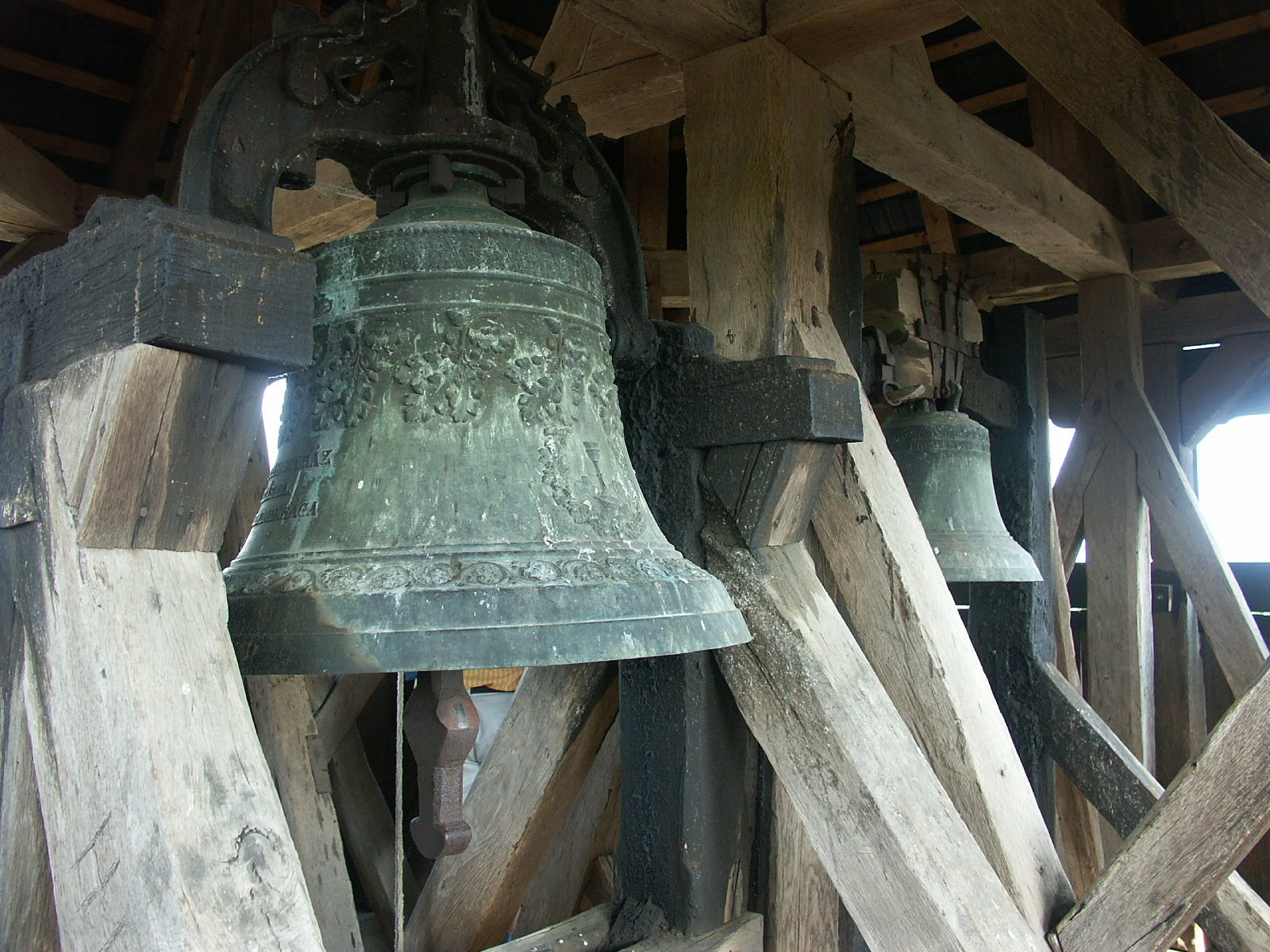
Harangok
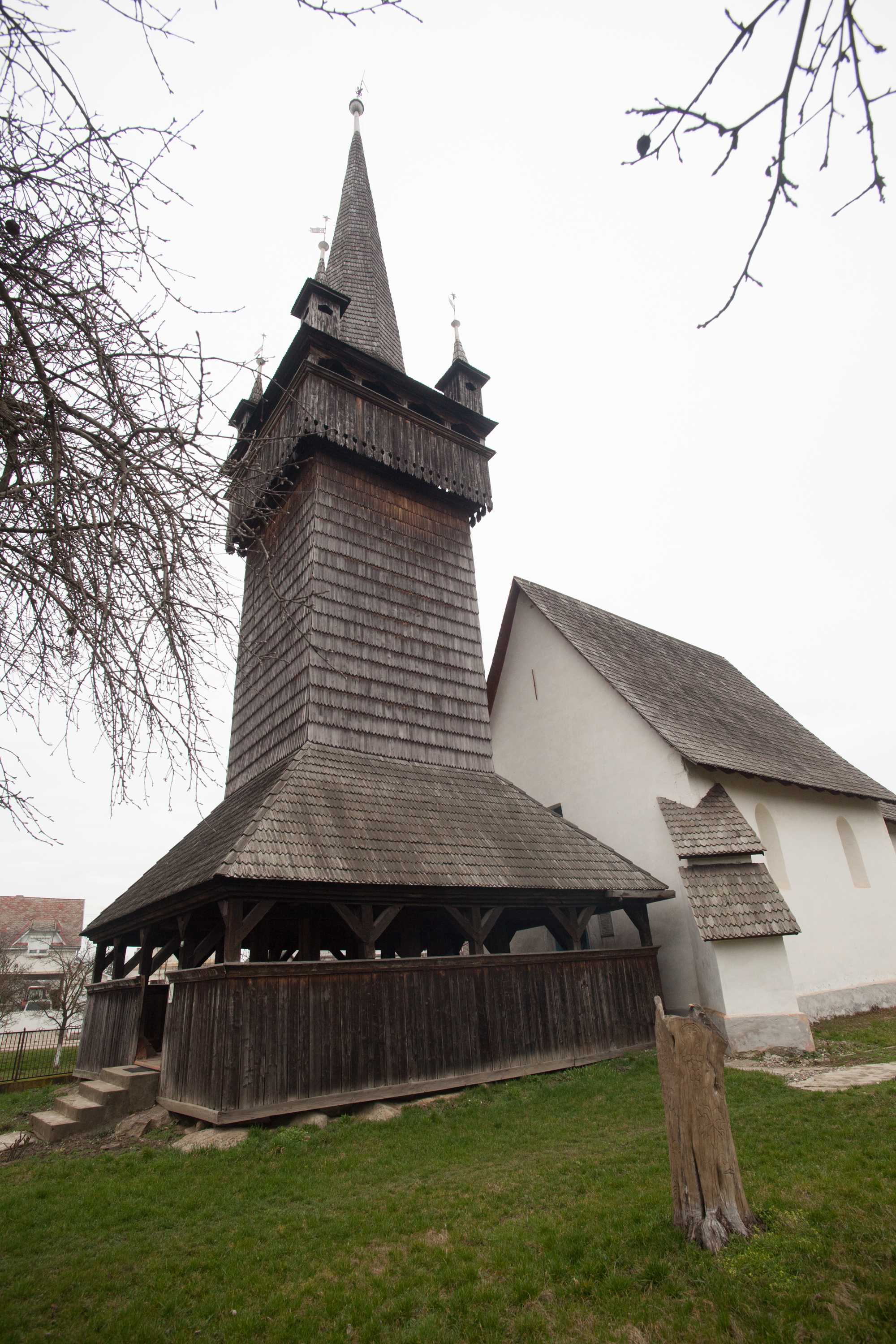
Faharangtorony